# Eclissi assira
L'eclissi assira, nota anche come eclissi di Bur-Sagale, è un'eclissi solare registrata negli elenchi di eponimi assiri che molto probabilmente risale al decimo anno del regno del re Assur-dan III. L'eclissi viene identificata con quella avvenuta il 15 giugno 763 a.C. nel calendario prolettico giuliano.

## Registri assiri
La voce dai registri assiri è breve e recita:
"[anno di] Bur-Sagale di Guzana. Rivolta nella città di Assur. Nel mese di Simanu ebbe luogo un'eclissi di sole."
La frase utilizzata - shamash ("il sole") akallu ("piegato", "contorto", "storto", "distorto", "oscurato") - è stata interpretata come un riferimento a un'eclissi solare sin dalla prima decifrazione del cuneiforme a metà del XIX secolo. Il nome Bur-Sagale (reso anche Bur-Saggile, Pur-Sagale o Par-Sagale) è il nome del funzionario di limmu nell'anno omonimo.

## Ricerche moderne
Nel 1867, Henry Rawlinson identificò l'eclissi quasi totale del 15 giugno 763 a.C. come il candidato più probabile (il mese di Simanu corrispondente alla lunazione di maggio/giugno), visibile nell'Assiria settentrionale poco prima di mezzogiorno. Da allora questa data è stata ampiamente accettata; l'identificazione è suffragata anche da altre osservazioni astronomiche dello stesso periodo. Questo documento è una delle prove cruciali che ancorano la cronologia assoluta del Vicino Oriente antico al periodo assiro.

## Ruolo nella Bibbia
L'eclissi di Bur-Sagale si è verificata sulla capitale assira di Ninive nel mezzo del regno di Geroboamo II, che governò Israele dal 786 al 746 a.C. Secondo 2 Re 14:25, il profeta Giona visse e profetizzò durante il regno di Geroboamo. Lo studioso biblico Donald Wiseman ha ipotizzato che l'eclissi sia avvenuta nel periodo in cui Giona arrivò a Ninive e esortò la gente a pentirsi, altrimenti la città sarebbe stata distrutta. Ciò spiegherebbe il drammatico pentimento del popolo di Ninive descritto nel Libro di Giona. Le culture antiche, inclusa l'Assiria, consideravano le eclissi come presagi di distruzione imminente, e in quel periodo l'impero era nel caos, alle prese con rivolte, carestie e due distinte epidemie di peste.
Questa eclissi è menzionata anche dal profeta Amos. Anche Amos predicava durante il regno di Geroboamo II e si riferisce all'eclissi in Amos 5:8 e 8:5,9. In questi passaggi Amos usa l'eclissi come una profezia di sventura ed esorta i giudei al pentimento.